# Antonio Molina
Antonio Molina De Oses  (Totalán, Málaga, 9 de marzo de 1928-Madrid, 18 de marzo de 1992) fue un cantante español de copla y flamenco, progenitor de la familia Molina. Con una voz aguda y un estilo inimitable, gozó de gran popularidad al frente de numerosos espectáculos teatrales, y protagonizó varias películas en las que su habilidad vocal era el principal reclamo. A lo largo de toda su carrera llegó a editar más de 30 álbumes y más de 1000 canciones, siendo su mayor éxito la copla «Soy minero».
Existe controversia sobre su lugar de nacimiento, ya que algunos creen que nació en el barrio malacitano de Huelin, mientras que también se dice que nació en el municipio de Totalán, de donde procedían sus padres y abuelos.
Consiguió grabar su primer disco gracias a que en 1949 se presentó a un concurso de Radio España, en el que resultó ganador, lo que le permitió grabar cuatro canciones con la compañía discográfica La Voz de su Amo, la cual lo contrató también por tres años.
En 1953 protagonizó el largometraje El pescador de coplas, dando vida a un joven marinero al cual un empresario decide apoderar y llevar a Madrid para que triunfe en el mundo del cante. En esta cinta interpretó dos pasodobles que lo situaron en la cima de la popularidad; Yo quiero ser mataor y Adiós a España, la cual se convirtió en la canción del verano en 1954. Asimismo, llegó a ser el primer artista español en actuar en plazas de toros ante más de 10.000 personas.
Durante la década de los años 60 recorrió Europa, con éxito arrollador, en espectáculos donde también aparecía el guitarrista flamenco Niño Ricardo, efectuando interpretaciones solistas con su guitarra.
Aunque triunfó en el mundo del cante, su gran pasión y sueño era ser torero, y así lo declaró en cierta ocasión:

No fui torero porque nunca tuve ocasión, aunque el valor creo que no me hubiese faltado’... ’Creo que esa es la pasión más grande que he tenido y tengo.

## Biografía

### Infancia
Nacido en Málaga, sus padres (Francisco Molina Castillo y Antonia De Oses Hidalgo) y hermanos mayores eran nativos y provenían de la cercana localidad de Totalán, donde durante su niñez y juventud pasaba largas temporadas junto a familiares y amigos. Era primo hermano del bisabuelo paterno de la cantante Melody. Dado su origen humilde, trabajó durante su infancia en oficios modestos como repartidor de leche y porquero, aunque muy pronto se aficionó a la canción española.

### Adolescencia
De joven, Antonio Molina era una persona inquieta y rebelde que se escapó de su casa en varias ocasiones, intentando llegar a Madrid, llegando la benemérita a devolverlo cada vez a su hogar, ya que era menor de edad, hasta que consiguió trabajo de camarero en un bar y se enzarzó en una aventura amorosa con la dueña. Ella abandonó a su marido por él y acabaron fugándose ambos a Madrid, donde convivieron un tiempo hasta que se cansó de ser mantenido y comenzó a trabajar en una tapicería. A los 19 años cantó en el teatro Calderón.
Habiendo ya terminado el servicio militar y estando cierto día en un bar, canturreando, conoció al maestro de cante flamenco granadino José María Legaza Puchol, quien le dio las primeras clases de canto y le escribió la letra de las cuatro canciones que posteriormente grabó en su primer disco.
Tras ganar un concurso para noveles que convocó Radio España en 1949, consiguió grabar un disco con temas como El agua del avellano o El macetero, el cual dio también título a un cortometraje que protagonizó en 1952 bajo la dirección de José H. Gan, que fue su primer contacto con el cine.

### Debut profesional
En 1952 debutó en el teatro Fuencarral con el espectáculo Así es mi cante. La difusión radiofónica de sus canciones lo condujo rápidamente al éxito, y su peculiar estilo, con una voz cristalina y un falsete inconfundible, gozó de gran aceptación por parte del público. En ese mismo año se casó con Ángela Tejedor, con la que llegó a tener ocho hijos. Entre ellos Ángela, Paula, Miguel, Mónica y Noel, también dedicados a la interpretación y a la música. Su nieta Olivia Molina es igualmente actriz. 
En 1954 creó su propio espectáculo, Hechizo, con el que debutó en el teatro Calderón. Asimismo, protagonizó varias películas hasta 1965, entre ellas El pescador de coplas, Esa voz es una mina y El Cristo de los Faroles. En Café de Chinitas y Puente de coplas coincidió con Rafael Farina.
Su canción más recordada es Soy minero, pero su amplísimo repertorio se compone de otros éxitos como Adiós a España, Soy un pobre presidiario, ¡Ay mi Málaga!, Cocinero, cocinero, María de los Remedios, Ángela del alma mía o Yo quiero ser mataor, canciones de la posguerra que enaltecían los oficios humildes y honrados y valorizaban la figura masculina, especialmente en los de clase baja, con modelos emblemáticos que les incitaban a trabajar con hombría y valor.
En 1986 regresó a los escenarios. En 1990 recibió junto a otros compañeros, como Juan Valderrama, un preciado Disco de Platino en reconocimiento a su trayectoria artística.
Tuvo la satisfacción de que su hija Ángela cantara en el cine varias coplas del repertorio popular en Las cosas del querer, de Jaime Chávarri.

### Muerte
En 1989 se vio obligado a abandonar el mundo del espectáculo al diagnosticársele una fibrosis pulmonar, que se agravaría hasta su muerte en 1992. Su despedida se convirtió en una multitudinaria muestra de afecto popular.
Fue enterrado en el cementerio de Fuencarral (Madrid). Una estatua del artista, obra del escultor Santiago de Santiago, preside desde 2002 una céntrica plaza malagueña, inaugurada con ocasión del décimo aniversario de su muerte en un emotivo homenaje que reunió a la familia Molina prácticamente al completo.

### Homenajes
En 2011, su hijo Miguel junto al cantante Rafa Garcel, un imitador de Antonio, estrenaron una obra en el coliseo municipal de Madrid llamada Teatro Cervantes; un espectáculo multidisciplinar con cante, baile e imágenes, que posteriormente marchó de gira por la geografía española y por América.
En 2012, sus hijos Mónica y Noel publicaron el disco-homenaje Mar blanca, en el que actualizan e interpretan algunas de las canciones más representativas de Antonio Molina.
En Totalán se inauguró en 2017 una escultura en homenaje realizada por el escultor Jaime Pimentel.

## Canciones
| - Soy minero - El macetero - El agua del avellano - La bien pagá - Copla y fortuna - Adiós, lucerito mío - En el fondo de la mina - Cantar, cantar - Tu fiesta campera - Caminito de mis penas - Adiós a España - Yo quiero ser mataor - El Cristo de los Faroles - Estudiantina de Madrid - Soy el cante - A la sombra de un bambú - María de los Remedios - Malagueña - Ay Carmela - Las cigüeñas de mi pueblo - La hija de Juan Simón - Ángela del alma mía - Dos Cruces - Una paloma blanca - Mar blanca - Soy un pobre presidiario - Cocinero, cocinero - Las murallitas de Cádiz - La jaca más postinera - Soy del norte - Caballito bandolero - Veinticuatro cascabeles - Ni Alemania ni Francia - Puente de plata - Camino verde - Toros y coplas - Tus ojos verdes - Como en España ni hablar - Mujer extranjera - Gibraltar - Nana - La tortolica - Mi pueblecito - Portuguesiña - Con ese beso - Marbella, perla del mar - Si a ti te llaman Consuelo - Barcelona - Ave de paso - Ay Málaga mía - Pena blanca | - Mari Rosa o Mar y rosas - Te llamaban la Caoba - Tientos del ay, ay - El hijo de la Pili - Una mujer extranjera - Preso del desamparo - Camino - Son tus dientes alhelíes - Racimos a millares - Mi petenera - Plegaria - Estudiantina catalana - Novia malagueña - Manuela la soleares - Rosa Malena - El capitán - Cuando siento una guitarra - De contrabando - Coplas de mi Andalucía - Coplas de la Mezquita - Canela y clavo - Campanas de San Lorenzo - Buscando pelea - Barquito de mi amor - La serranía - La mi morena - La niña del amo - Madre - María de los Dolores - Lucero de la mañana - Mi Costa del Sol - Mi rosa morena - Pregón de boquerones - Perfidia - Oye mi campana - Penita de amores - Palacio moro - Celos - Ojos negros - Piropo español - Mi corazón dice sí - Pregúntale a la luna - Granada, te quiero - Puñal - Puse un rosal - Puente de plata - Te comparé con la luna - Me quemé las manos - Remordimiento - Orgullosa y peregrina | - Siete caballos de espuma - Rosa de la Alhambra - Seguidillas cascabeleras - Piedra fría - Mi petenera (Por tientos) - Mi petenera - Oh mi niño - Puente de coplas - No maltrates a tu madre - Vendiendo alegría - Nadie se meta conmigo - No eres buena - Oh mi niño (Distinta) - Dulcero cubano - Tengo fe - Don Pedro como era Calvo - Que pasa y mira - Salieron tres calaveras - Robaría el firmamento - Caminito del olvido - La rosa del penal - Si el agua de tus fuentes - Acacia de Madrid - Balanza de mi querer - Tienes la cara de plata - Te trae de Cuba el indiano - Colombianas - La calle donde yo vivo - Ya se apagan los luceros - Qué guapa, qué guapa eres - Aire, aire - El hijo mío - Cantiña - Nana de Jerez - Bendita sea la hora - Córdoba y su copla - Calma esta agonía - De cantinera - Caracola de colores - Alegrías del marisquero - Seca el llanto y no me llores - Tengo una pena pena - Carmen - Dime qué motivos tienes - Yo quiero vivir contigo - En un cantarito nuevo - Cádiz del alma mía - En medio de los trigales - Te comparé con la luna - Cantas y tocas por mi - Ben Hali |

## Filmografía
- El macetero (1952) Cortometraje

Dir: J.H.Gan.
Reparto: Antonio Molina, Pilar de Oro, Eduardo Serrano, Manolo "El Sevillano".
- El pescador de coplas (1953)

Dir: Antonio del Amo.
Reparto: Antonio Molina, Marujita Díaz, Tony Leblanc, Manolo Zarzo, Vicente Parra, Manuel Arbó, Laura Valenzuela...
- El Joven minero (1953)
- Esa voz es una mina (1955)

Dir: Luis Lucía.
Reparto: Antonio Molina, Delia Luna, Nani Fernández, J.L. López Vázquez, Rafael Durán...
- La Saeta (1955)
- Fray Cale (cortometraje, 1955)
- El Piyayo (1955) Colaboración especial

Dir: Luis Lucía.
Reparto: Antonio Molina (colaboración especial), Valeriano León, Irene Caba, Jesús Tordesillas, Manuel Luna, Rafael Durán. 
- Malagueña (1956)

Dir: Ricardo Núñez.
Reparto: Antonio Molina, Lolita Sevilla, Antonio Ozores, P. Camoiras, J.M. Prada...
- La hija de Juan Simón (1956)

Dir: Gonzalo Delgrás.
Reparto: Antonio Molina, M. Cuadra, M. Berriatúa, A. Moreno, A. Sánchez...
- Misionero cantaor (1956)
- El Cristo de los Faroles (1957)

Dir: Gonzalo Delgrás.
Reparto: Antonio Molina, M.de los Ángeles, M.Robles, M.de Juan, Jesús Puente, Rafaela Aparicio...
- Ante la imagen del Cristo (1957), tiene escenas nos vistas en la del Cristo de los faroles.
- El negro que tenía el alma blanca (1958)
- Café de chinitas (1960)

Dir: Gonzalo Delgrás.
Reparto: Antonio Molina, Rafael Farina, E. del Pino, Delia Luna, E. Ávila...
- Puente de coplas (1961)

Dir: Santos Alcocer.
Reparto: Antonio Molina, Rafael Farina, Ángela Bravo, A.de Alba, M.de Juan, E. del Pino...
- 'Canciones de nuestra vida (1975)
- Andalucía chica (1987)

Dir: José Ulloa.
Reparto: Antonio Molina, Raquel Evans, V. Israel, D. Medrán, Marta Flores...
• Esta es mi vida (primavera 1990)
Documental biográfico dirigido por Antonio Ferrer y con la participación de María Dolores Curado. En dicho documental se incluyen imágenes rodadas en el municipio alicantino de Almoradí, calles, paseo y cementerio, que presumiblemente fueron escenas sacadas de un posible proyecto de película cuyo título provisional fue "Ha nacido una estrella" y que no se pudo completar por la enfermedad de Antonio Molina, convirtiéndose tras su fallecimiento en el último trabajo cinematográfico del cantante. Dirigida por el propio Antonio Ferrer, contaba con un reparto formado por Gracita Morales, Justo Vera y Dolores Luján entre otros.  
- Un hombre bueno (1988) último rodaje, incompleto por enfermar.